# Оуквілл (Вашингтон)
Оуквілл (англ. Oakville) — місто (англ. city) в США, в окрузі Ґрейс-Гарбор штату Вашингтон. Населення — 715 осіб (2020).

## Географія
Оуквілл розташований за координатами 46°50′25″ пн. ш. 123°14′5″ зх. д. / 46.84028° пн. ш. 123.23472° зх. д. (46.840158, -123.234652).  За даними Бюро перепису населення США в 2010 році місто мало площу 1,28 км², уся площа — суходіл. В 2017 році площа становила 1,37 км², уся площа — суходіл.

### Клімат
| Клімат : Оуквілл        | Клімат : Оуквілл | Клімат : Оуквілл | Клімат : Оуквілл | Клімат : Оуквілл | Клімат : Оуквілл | Клімат : Оуквілл | Клімат : Оуквілл | Клімат : Оуквілл | Клімат : Оуквілл | Клімат : Оуквілл | Клімат : Оуквілл | Клімат : Оуквілл | Клімат : Оуквілл |
| Показник                | Січ.             | Лют.             | Бер.             | Квіт.            | Трав.            | Черв.            | Лип.             | Серп.            | Вер.             | Жовт.            | Лист.            | Груд.            | Рік              |
| Абсолютний максимум, °C | 18,9             | 23,9             | 26,7             | 32,8             | 36,7             | 37,8             | 40,6             | 40,6             | 37,8             | 32,2             | 23,3             | 18,9             | 40,6             |
| Середній максимум, °C   | 7,4              | 9,8              | 12,3             | 15,6             | 19,2             | 21,9             | 25,1             | 25,2             | 22,4             | 16,7             | 11,0             | 7,7              | 16,2             |
| Середній мінімум, °C    | 0,1              | 0,8              | 1,5              | 3,0              | 5,4              | 8,2              | 9,8              | 9,9              | 7,8              | 5,1              | 2,4              | 1,0              | 4,6              |
| Абсолютний мінімум, °C  | −22,2            | −16,1            | −10,6            | −6,7             | −5,6             | −5,6             | 0,6              | −3,9             | −5               | −8,9             | −16,7            | −21,1            | −22,2            |
| Норма опадів, мм        | 210              | 161              | 148              | 97               | 60               | 45               | 17               | 29               | 62               | 127              | 196              | 229              | 1382             |
| Днів з опадами          | 18               | 15               | 17               | 14               | 11               | 8                | 4                | 5                | 8                | 13               | 18               | 19               | 150,0            |
| ----------------------- | ---------------- | ---------------- | ---------------- | ---------------- | ---------------- | ---------------- | ---------------- | ---------------- | ---------------- | ---------------- | ---------------- | ---------------- | ---------------- |
| Джерело:                |                  |                  |                  |                  |                  |                  |                  |                  |                  |                  |                  |                  |                  |

## Демографія
Згідно з переписом 2010 року, у місті мешкали 684 особи в 260 домогосподарствах у складі 176 родин. Густота населення становила 532 особи/км².  Було 291 помешкання (227/км²).
Расовий склад населення:
| - 86,5 % — білих - 5,1 % — корінних американців - 0,9 % — азіатів - 0,6 % — чорних або афроамериканців - 0,1 % — вихідців з тихоокеанських островів - 4,1 % — осіб інших рас |

До двох чи більше рас належало 2,6 %. Частка іспаномовних становила 6,6 % від усіх жителів.
За віковим діапазоном населення розподілялося таким чином: 26,0 % — особи молодші 18 років, 60,0 % — особи у віці 18—64 років, 14,0 % — особи у віці 65 років та старші. Медіана віку мешканця становила 37,1 року. На 100 осіб жіночої статі у місті припадало 96,6 чоловіків;  на 100 жінок у віці від 18 років та старших — 101,6 чоловіків також старших 18 років.
Середній дохід на одне домашнє господарство  становив 51 688 доларів США (медіана — 46 583), а середній дохід на одну сім'ю — 56 118 доларів (медіана — 49 083). За межею бідності перебувало 12,7 % осіб, у тому числі 6,6 % дітей у віці до 18 років та 7,2 % осіб у віці 65 років та старших.
Цивільне працевлаштоване населення становило 258 осіб. Основні галузі зайнятості: мистецтво, розваги та відпочинок — 24,0 %, публічна адміністрація — 12,4 %, виробництво — 12,4 %.